# 싯두인
싯두인(버마어: စစ်တုရင် Sittuyin)은 8세기 경에 차투랑가에서 직계 파생하여 생겨난 변형 체스 게임의 일종이다. 미얀마(버마)의 장기이다. Sit은 현대 버마어로 "군대" 또는 "전쟁"을 뜻한다.  sittuyin이라는 단어는 "군대의 네 가지 특성(전차, 코끼리, 기병, 보병)의 표현"으로 번역될 수 있다.
본토에서는 이 게임이 서양(국제) 체스에 의해 크게 가려졌지만 북서부 지역에서는 여전히 인기가 있다.

## 판
싯두인판은 64개의 칸, 8행 8열로 구성되어 있으며, 체스처럼 색상이 번갈아 표시되지 않고 선으로 구분된다. 판에는 sit-ke-myin (버마어: စစ်ကဲမျဉ်း, 장군의 선)으로 알려진 모서리 사이를 잇는 두 개의 대각선이 있다.

## 기물 및 행마법
기물은 일반적으로 나무로 만들어지며 때로는 상아로 만들어진다. 기물의 높이는 등급에 따라 다르다.  기물의 공식 색상은 빨간색과 검정색이다.
- 민지 (Min-gyi, 버마어: မင်းကြီး, 玉)는 체스의 킹에 해당하며, 행마는 아무 방향으로 한 칸 움직일 수 있다.

- 싯케(Sit-ke, 버마어: စစ်ကဲ, 將)는 체스의 퀸에 해당하며, 행마는 샤트란지의 퍼즈와 마찬가지로 대각선으로 1칸 움직일 수 있다.
- 신(Sin, 버마어: ဆင်, 象)은 체스의 비숍 또는 장기의 상에 해당하며, 행마는 쇼기의 은장과 마찬가지로 대각선 및 전방으로 1칸 움직일 수 있다.
- 민(Myin, 버마어: မြင်း, 馬)은 체스의 나이트, 장기의 마에 해당하며, 행마는 체스의 나이트와 마찬가지로 두 칸 앞으로 간 후 대각선 한 칸 움직일 수 있으며, 중간의 기물을 뛰어넘어 갈 수 있다.
- 야타(Yahhta, 버마어: ရထား, 車)는 체스의 룩, 장기의 차에 해당하며, 행마는 체스의 룩과 마찬가지로 가로, 세로 방향으로 원하는 만큼 움직일 수 있다.
- 네(Nè, 버마어: နယ်, 兵)는 체스의 폰에 해당하며, 앞으로 한 칸 갈 수 있고, 뒤나 옆으로는 갈수 없다. 상대의 기물을 잡을 경우에는 대각선 앞으로 한 칸 간다.

## 규칙

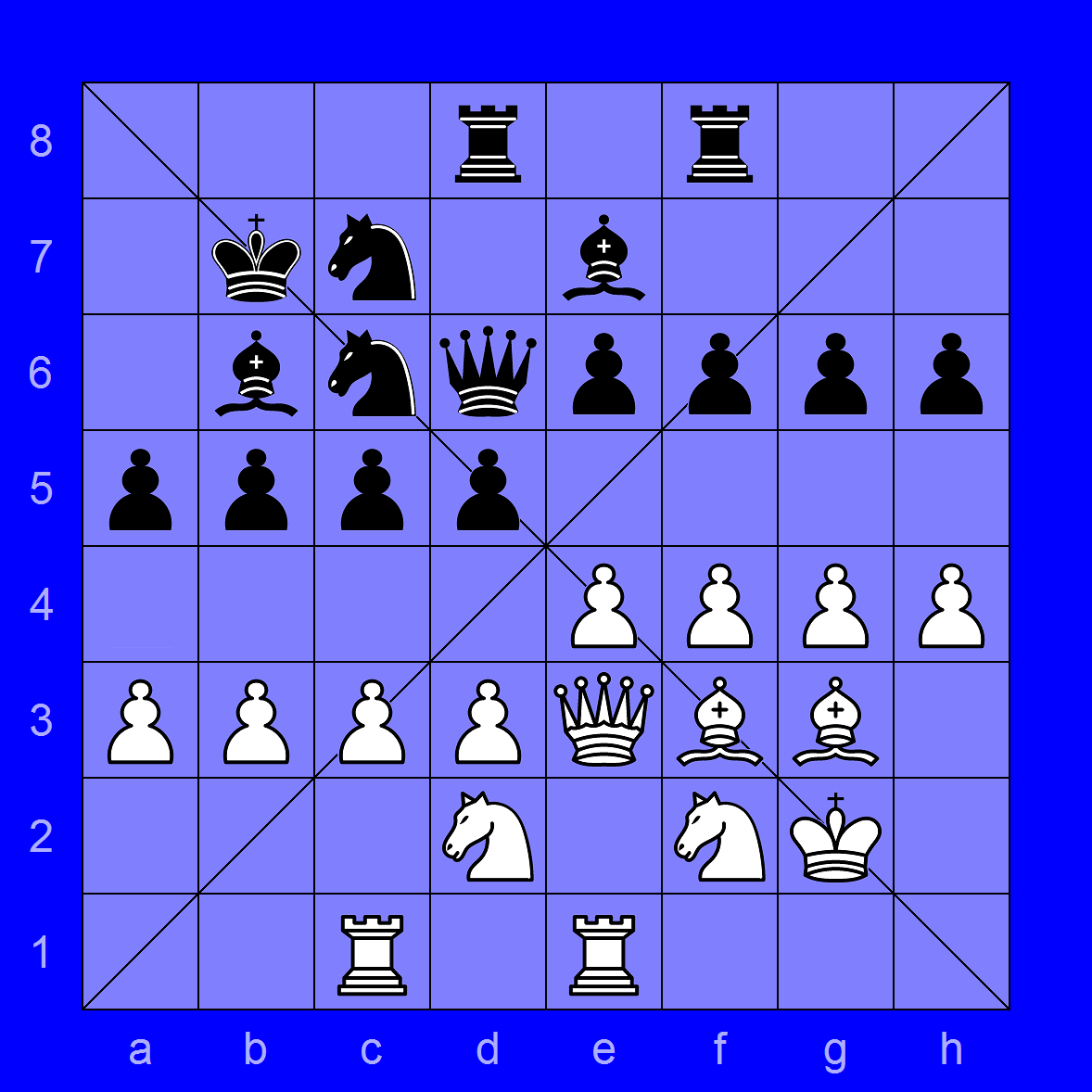
설정 단계가 완료된 후 위치

초기 위치에는 '네'(폰)만 판에 있다. 게임은 빨간색 플레이어(여기에는 흰색 기물로 묘사)로 시작하고 검은색 플레이어가 이어서 다른 기물을 판의 절반에 여덟 수 동안 아무데로나 배치한다(싯티(sit-tee) 또는 병력 배치라고 함). '야타'는 바닥 줄의 어느 칸에나 놓을 수 있다. 정식 대회에서는 "싯티" 단계에서 선수들이 서로 배치되는 것을 보지 못하도록 판의 가운데에 가림판을 사용한다. 가능한 게임 오프닝 중 하나가 도표에 나와 있다.
'네'는 판에 표시된 대각선상에 도달했을 때 '싯케'로 승격할 수 있다. 승격은 그 선수의 싯케가 잡혔을 때만 가능하다. 만약 선수가 승격 칸에 '네'가 있고 이들의 싯케가 더 이상 판에 없다면, 선수는 (원하는 경우) 움직이는 대신 '네'를 장군으로 승격시킬 수 있다. 승격 칸을 통과한 '네'는 더 이상 승격할 수 없다.
게임의 목표는 외통수이며, 스테일메이트를 만들면 스테일메이트를 만든 쪽이 패배한다.
1913년 머레이 저 《체스의 역사》에 보고된 버전에서는 시투인 게임이 세 단계로 구성되어 있다.:
1. 각각 8개의 동작: 위에서 설명한 sit-tee 단계이지만 '야타' 배치에는 제한이 없다.  머레이는 커튼에 대해 언급하지 않았다. 또한 플레이어는 자신의 폰 중 하나가 있던 곳에 말을 놓을 수 있고, 같은 동작으로 해당 폰을 자신의 폰 줄 뒤의 자유 사각형에 놓을 수 있다.
2. 두 번째 단계: 각 이동에서 각 플레이어는 일반적인 이동 규칙을 무시하고 자신의 말(폰 제외) 중 하나를 보드의 자신의 절반에 있는 다른 빈 장소로 이동한다. 또는 폰을 한 칸 앞으로 이동하면 두 번째 단계가 끝나고 세 번째 단계가 시작된다.
3. 평범한 플레이, 기물 움직임에 대한 기본적 규칙을 따른다.

가장 일반적인 시작 위치

## 주사위 규칙
앤 선넉스는 어떤 변형에서는 주사위를 3개씩 던져서 각 플레이어가 한 번에 3개씩 움직였다고 쓰고 있다.

## 같이 보기
- 쇼트 에사이즈(Short assize) – 중세 유럽 체스의 일종

### 참고 문헌
- Maung Maung Aye (1971). Sittuyin: Traditional Myanmar Chess.
- Murray, H. J. R. (1913). 《A History of Chess》 Reissu판. Oxford University Press. ISBN 0-19-827403-3.
- Pritchard, D. B. (1994). 《The Encyclopedia of Chess Variants》. Games & Puzzles Publications. 31–34쪽. ISBN 0-9524142-0-1.
- Pritchard, D. B. (2007).  Beasley, John, 편집. 《The Classified Encyclopedia of Chess Variants》. John Beasley. 266–67쪽. ISBN 978-0-9555168-0-1.